# Tour du Diable
Pour l’article homonyme, voir  Devils Tower.
La tour du Diable, à Mulhouse, est un vestige, dans la ville haute, de l'enceinte fortifiée établie au premier quart du XIIIe siècle, renforcée au milieu du XIVe siècle et réédifiée au début du XVe siècle (voir l'ouverture de la façade nord) ; détruite par des incendies en 1904, restaurée et surhaussée en 1906, tout comme la tour Nessel (non protégée).
Pendant la période de la chasse aux sorcières (XVe siècle), ce bâtiment est utilisé pour emprisonner les personnes accusées de sorcellerie (d'où son nom). Au XIXe siècle, des logements ouvriers y sont installés.

## Localisation
Ce bâtiment est situé rue de la Tour-du-Diable à Mulhouse.

## Historique
L'édifice fait l'objet d'une inscription au titre des monuments historiques depuis 1929.